# سام ماير
سام ماير (بالإنجليزية: Sam Mayer)‏ هو لاعب كرة قاعدة أمريكي، ولد في 28 فبراير 1893 في أتلانتا في الولايات المتحدة، وتوفي بنفس المكان في 1 يوليو 1962.

## وصلات خارجية
- سام ماير على موقعبيزبول رفرنس.كوم (الدوري الرئيسي) (الإنجليزية)
- سام ماير على موقعبيزبول رفرنس.كوم (الدوري الثانوي) (الإنجليزية)